# Sejer Holm
Sejer Holm Petersen (10. august 1939) er en dansk skakspiller, FIDE mester og Danmarksmester i skak i 1965 og nordisk mester i 1975.

## Karriere
Fra begyndelsen af 1960'erne og frem til begyndelsen af 1980'erne var han en af de stærkeste skakspillere i Danmark. Han deltog ved finalen af danmarksmesterskabet i skak mange gange, og vandt i 1965. I 1975 vandt han det nordiske mesterskab i skak. Han vandt også Københavnsmesterskabet i 1997 og 1998.
Sejer Holm spillede for Danmark ved skakolympiaden seks gange:
- I 1960 på tredje bræt i Leipzig (+7, =4, -5),
- I 1962 på andet bræt i Varna (+5, =5, -5),
- I 1966 på første reservebræt i Havana (+6, =2, -5),
- I 1968 på fjerde bræt i Lugano (+2, =7, -2),
- I 1970 på andet reservebræt i Siegen (+6, =3, -2),
- I 1972 på fjerde bræt i Skopje (+2, =6, -7).